# Beilschmiedia rwandensis
Beilschmiedia rwandensis là loài thực vật có hoa trong họ Nguyệt quế. Loài này được R.Wilczek miêu tả khoa học đầu tiên năm 1974.